# Pierre Barrère
Pour les articles homonymes, voir Pierre Barrère (homonymie) et Barrère.

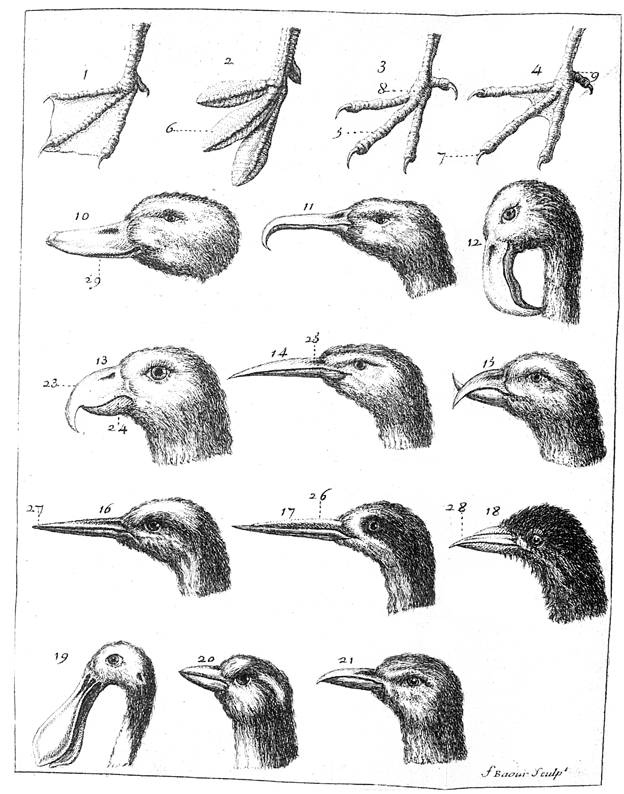
Planche extraite de Ornithologiae Specimen Novum de Barrère montrant son système de classification des oiseaux.

Pierre Barrère, né le 2 juin 1696 à Perpignan (Roussillon) et mort le 6 novembre 1755 à Perpignan, est un naturaliste et un médecin français.

## Biographie
Né en 1696 sous le nom de Pere Rafel Paul Joseph Barrera, Pierre Barrère est petit-fils de jardinier et le fils de Rafel Barrera, apothicaire de la paroisse Saint-Matthieu de Perpignan et de Paula Guiffana. Le 30 octobre 1749, il épouse à Perpignan Cécilia Escriba, fille cadette de Joan Escriba (1656-1710),  peintre et doreur notoirement connu en Roussillon. Il décède le 6 novembre 1755 à l'âge de 59 ans à la survivance de son épouse et est inhumé dans l'église de sa paroisse d'origine.
Par son épouse, Pierre Barrère est le cousin par alliance de Félix Escriba (1681-1755), également peintre et doreur réputé.

## Carrière
Pierre Barrère étudie la médecine à l'université de Perpignan et est reçu docteur en 1717. Passionné de botanique, il se met alors à voyager et devient le premier naturaliste envoyé par l'Etat pour étudier la Guyane. Antoine de Jussieu, professeur au Jardin du Roi, le propose en effet au Conseil de Marine, qui le désigne en août 1721.  Pourvu du titre de "botaniste du roi à Cayenne", en 1722, il est donc envoyé à Cayenne en Guyane où il passe presque trois ans. Revenu en France, il obtient en 1727 une chaire de botanique à Perpignan et reprend en parallèle son activité de médecin à l'hôpital militaire.
En 1749, il contribue un essai au concours sur la noirceur à l'Académie Royale des Sciences de Bordeaux, ce qui deviendra par la suite sa "Dissertation sur la couleur des nègres". Il est nommé premier médecin de la province du Roussillon en 1753 et reçoit le décanat de la faculté de Perpignan quelques mois avant sa mort.
En résumé, à son décès, Pierre Barrère est professeur de médecine à l'université de Perpignan, médecin de l'hôpital militaire et conserve le titre de médecin botaniste du roi à Cayenne. Il est également recteur de l'Académie littéraire de la ville de Perpignan et correspondant de l'Académie Royale des Sciences de Paris.

## Contributions

### Ornithologie
Barrère fait paraître en 1745 son Ornithologiae Specimen Novum, sive Series Avium in Ruscinone, Pyrenaeis Montibus, atque in Galliâ Aequinoctiali Observatarum, in Classes, genera & species, novâ methodo, digesta à Perpignan.
Sa classification, entièrement basée sur la forme du bec et du pied, est divisée en quatre groupes : les palmipèdes, les demi-palmipèdes, les fissipèdes et les demi-fissipèdes. À l'intérieur de ces groupes, il n'y a aucun classement et les genres et les espèces sont plus ou moins dans le désordre. Sa classification est très artificielle et sera vite abandonnée. Il dédicace son travail à Buffon.

### Médecine
Il est l'auteur de : Question de médecine où l'on examine si la théorie de la botanique est nécessaire à un médecin, paru à Narbonne en 1740. Il fait paraître ses Observations anatomiques tirées des ouvertures d’un grand nombre de cadavres en 1753 à Perpignan.

### Fossiles
Il fait paraître en 1746 ses Observations sur l'origine et la formation des pierres figurées, et sur celles qui, tant extérieurement qu'intérieurement, ont une figure régulière & déterminée à Paris. Il s'intéresse à l'origine et à la constitution des fossiles et en décrit plusieurs de Catalogne et du massif pyrénéen. Il suppose que les fossiles de coquillages trouvés dans les Alpes prouvent la présence ancienne d'un océan.

### Récit de voyage
Barrère fait paraître plusieurs ouvrages à la suite de son expérience en Guyane,.

## Ouvrages (liste partielle)
- Essai sur l'histoire naturelle de la France équinoxiale : ou Dénombrement des plantes, des animaux, & des minéraux, qui se trouvent dans l'isle de Cayenne, les isles de Remire, sur les côtes de la mer, & dans le continent de la Guyane : avec leurs noms différens, latins, françois, et indiens, et quelques observations sur leur usage dans la médecine & dans les arts, Paris, Piget, 1741, 215 p. (lire en ligne)
- Nouvelle relation de la France equinoxiale : contenant la description des côtes de la Guiane ; de l'isle de Cayenne ; le commerce de cette colonie ; les divers changemens arrivés dans ce pays ; & les mœurs & coûtumes des différens peuples sauvages qui l'habitent : avec des figures dessinées sur les lieux, Paris, 1743, 250 p. (lire en ligne)
- Pierre Barrère, Observations sur l'origine et la formation des pierres figurées, et sur celles qui, tant extérieurement qu'intérieurement, ont une figure réguliere & déterminée . Avec figures., PARIS, d'Houry pere et L. d'Houry fils, 1746 (lire en ligne [PDF])
- Pierre Barrère, Observations anatomiques tirées des ouvertures d’un grand nombre de cadavres ; propres à découvrir les causes des maladies et leurs remèdes, 1751 (lire en ligne [PDF])
- Pierre Barrère, Observations anatomiques, tirées des ouvertures d'un grand nombre de cadavres propres a découvrir les causes des maladies et leurs remédes . Nouvelle edition augmentée avec figures : par Pierre Barrere, de la Société royale des sciences de Montpellier, Perpignan, chez J. B. Reynier, imprimeur du Roy & du clergé. M. DCC. LIII, 1753 (lire en ligne [PDF]).

## Compléments

### Hommage
- Le botaniste allemand Carl Ludwig Willdenow nomma un genre de plantes de Guyane en l'honneur de Barrère. Ce même genre Barrera fut également nommé Meisteria par Giovanni Antonio Scopoli[2] et Poraquebe par Jean Baptiste Christian Fusée-Aublet[9].

### Citation
- Au curé venu le voir sur son lit de mort et qui lui demande s'il croit en Dieu, Pierre Barrère répondit : « Je crois en tout, excepté en la médecine. »[2]